# Victor Johansson
Victor Johansson, en svensk friidrottare (tresteg). Han vann SM-guld i tresteg år 1904. Han tävlade för Stockholms IS.